# Biston ochrearia
Biston ochrearia là một loài bướm đêm trong họ Geometridae.